# The Journal of Infectious Diseases
O Journal of Infectious Diseases é uma revista médica revisada por pares, quinzenal, publicada pela Oxford University Press em nome da Sociedade de Doenças Infecciosas da América. Abrange pesquisas sobre a patogênese, diagnóstico e tratamento de doenças infecciosas, os micróbios que as causam e os distúrbios do sistema imunológico. O editor-chefe é Martin Hirsch, que sucedeu Marvin Turck. A revista foi criada em 1904 e era trimestral até 1969, quando se tornou mensal, e em 2001 começou a publicação quinzenalmente. De 1904 a 2011, a revista foi publicada pela University of Chicago Press.

## Abstração e indexação
A revista é resumida e indexada nas bases: 
- Academic OneFile[1]
- Academic Search[1]
- BIOSIS Previews[2]
- CAB Abstracts[3]
- Chemical Abstracts[4]
- CINAHL[5]
- Current Contents/Clinical Medicine[2]
- Elsevier Biobase[1]
- Embase[1]
- Global Health[6]
- Current Contents/Life Sciences[2]
- Index Medicus/MEDLINE/Pub Med[7]
- Science Citation Index[2]
- Scopus[1]
- Tropical Diseases Bulletin[8]

 De acordo com o Journal Citation Reports, o periódico possui um fator de impacto de 2014 de 5,997, classificando-o em 18º de 148 periódicos na categoria "Imunologia", 4º em 78 periódicos na categoria "Doenças infecciosas" e 14 de 119 periódicos na categoria "Microbiologia".